# Форестер, Карлос
Карлос Форестер Хаенсген Осорио (исп. Carlos Forestier Haensgen Osorio, 1920, Сантьяго — 2005, Сантьяго) — чилийский генерал, участник военного переворота 11 сентября 1973. Занимал видные военные посты при военном режиме генерала Пиночета, был заместителем главнокомандующего вооружёнными силами Чили. В 1981 году — министр обороны Чили. Проводил политику правящей хунты, отличался жёсткостью в репрессиях. В начале 2000-х привлекался к судебной ответственности, но осуждён не был. Обладал высоким авторитетом в правых политических силах.

## Служба и взгляды
Родился в семье немецкого происхождения. Окончил Военное училище Бернардо О’Хиггинса. По военной специальности — офицер сухопутных войск. Служил в чилийской армии, командовал воинскими частями на границе с Перу, армейским гарнизоном в Икике. В начале 1970-х в генеральском звании командовал пехотной дивизией и военным округом северной области Тарапака.
Карлос Форестер придерживался крайне правых политических взглядов. Противники характеризовали его как «наци», чему способствовало увлечение Форестера военным наследием Эрвина Роммеля (которое он изучал по признаку схожести геоклиматических условий Тарапаки и Северной Африки). Он крайне негативно относился к левому блоку Народное единство и правительству Сальвадора Альенде. В 1971—1973 негласно сотрудничал с ультраправой антикоммунистической организацией Родина и свобода, которая вела подпольную диверсионно-террористическую борьбу с правительством.

## Доверенный генерал Пиночета
11 сентября 1973 года генерал Форестер полностью поддержал Аугусто Пиночета и принял активное участие в военном перевороте. Приказы Форестера исполнял генерал Одланьер Мена. Чрезвычайным декретом министерства обороны от 11 сентября Карлос Форестер был назначен главой военных властей Тарапаки. В его ведении находился концентрационный лагерь Писагуа, где содержались захваченные противники нового режима. Наряду с жёсткими политическими репрессиями, Форестер и Мена обеспечивали безопасность чилийско-перуанской границы.
При режиме Правительственной хунты Карлос Форестер принадлежал в ближайшему окружению Пиночета, считался его доверенным лицом. Переворот 11 сентября 1973 года вместе с хунтой совершили 26 генералов. Пять лет спустя на действительной службе оставались лишь 4 из них — в том числе Карлос Форестер (наряду с Эрманом Бради, Раулем Бенавидесом и Вашингтоном Карраско).
C 1977 генерал Форестер — заместитель верховного главнокомандующего Пиночета. В 1979 — посол Чили в Парагвае (стронистский режим Альфредо Стресснера являлся ближайшим союзником чилийской хунты). 29 декабря 1980 Карлос Форестер сменил Рауля Бенавидеса на посту министра обороны Чили. Занимал этот пост около года — 4 декабря 1981 был назначен Вашингтон Карраско.
Генерал Форестер считался одним из самых жестоких деятелей военного режима. На него возлагается ответственность за произвольные аресты оппозиционеров, пытки и бессудные казни в Икике и Писагуа. По этой причине хунте пришлось отменить назначение Форестера послом в Швейцарии: стала известна его роль в бессудных расстрелах, в том числе солдат, отказавшихся участвовать в перевороте.
В конце 1980-х, после ухода с военной службы, Карлос Форестер работал консультантом промышленных компаний.

## Обвинения
В начале 2000-х, при левом правительстве Рикардо Лагоса, была сделана попытка привлечь Карлоса Форестера к судебной ответственности за десять эпизодов похищений, пыток и убийств. Речь шла о левых активистах, заключённых в военную тюрьму Икике и лагерь Писагуа и расстрелянных с санкции Форестера в сентябре—октябре 1973 года.
Форестер признавал эти факты, но ссылался на приказ Пиночета (который в то время находился в Тарапаке). При этом он ни в коей мере не проявлял раскаяния и не осуждал полученный приказ. До конца жизни Форестер оставался сторонником Пиночета и его политики.

## Кончина
Последние годы Карлос Форестер прожил частной жизнью в кругу семьи. Скончался 28 августа 2005 года возрасте 85 лет. Траурная месса состоялась в Военном соборе Сантьяго. Похороны имели официальный армейский статус.
Представители правых сил Чили высказывали глубокую скорбь.

Этот человек любил свою страну, следовал военным принципам и был верен моему дяде Аугусто Пиночету Угарте. Он был иконой для генералов — соратников Пиночета. Он сожалел, что политики оказались неспособны разрешить кризис 1973 года демократическим путём. Борьба против соотечественников, против наших братьев и сестёр, причиняла ему боль, но была необходима, дабы избежать в этой гражданской войне ещё худшего зла.

Гонсало Таунсенд Пиночет, чилийский политик, племянник Аугусто Пиночета

В то же время президент-социалист Рикардо Лагос также выразил соболезнование семье покойного в лице зятя — генерала Хуана Эмилио Чейре.
Следствие по делу Форестера прекратилось в связи с кончиной.

## Семейная связь
Дочь Карлоса Форестера — Мария Исабель Форестер — замужем за Хуаном Эмилио Чейре, который в 2002—2006 занимал пост главнокомандующего вооружёнными силами Чили.
В 1973 году капитан Чейре служил в городе Ла-Серена и участвовал в военном перевороте. В 2004 году на посту главнокомандующего он официально признал ответственность чилийской армии за нарушения прав человека и назвал такие действия «неоправданными». В 2016 году Чейре был привлечён к ответственности по обвинению в причастности к действиям Каравана смерти. Обвинения в личной свой адрес Чейре полагает необоснованными.